# Šimšir
Šimšir (lat. Buxus), rod otrovih zimzelenih grmova iz porodice šimširovki. Pripada joj devedesetak vrsta. U Hrvatskoj raste vrsta vazdazeleni šimšir, nazivan i šimšir pitomi, zelenika, pušpan, obično nazivan jednostavno šimšir.

## Vrste
1. Buxus acuminata (Griseb.) Müll.Arg.
2. Buxus acunae Borhidi & O.Muñiz
3. Buxus acutata Friis
4. Buxus aneura Urb.
5. Buxus arborea Proctor
6. Buxus austroyunnanensis Hatus.
7. Buxus bahamensis Baker
8. Buxus balearica Lam.
9. Buxus bartlettii Standl.
10. Buxus benguellensis Gilg
11. Buxus bissei Eg.Köhler
12. Buxus bodinieri H.Lév.
13. Buxus braimbridgeorum Eg.Köhler
14. Buxus brevipes (Müll.Arg.) Urb.
15. Buxus calcarea G.E.Schatz & Lowry
16. Buxus capuronii G.E.Schatz & Lowry
17. Buxus cephalantha H.Lév. & Vaniot
18. Buxus cipolinica Lowry & G.E.Schatz
19. Buxus citrifolia (Willd.) Spreng.
20. Buxus cochinchinensis Pierre ex Gagnep.
21. Buxus cordata (Radcl.-Sm.) Friis
22. Buxus crassifolia (Britton) Urb.
23. Buxus cristalensis Eg.Köhler & P.A.González
24. Buxus cubana (A.Rich.) Baill.
25. Buxus ekmanii Urb.
26. Buxus excisa Urb.
27. Buxus foliosa (Britton) Urb.
28. Buxus glomerata (Griseb.) Müll.Arg.
29. Buxus gonoclada (C.Wright ex Griseb.) Müll.Arg.
30. Buxus hainanensis Merr.
31. Buxus harlandii Hance
32. Buxus hebecarpa Hatus.
33. Buxus henryi Mayr
34. Buxus hildebrandtii Baill.
35. Buxus humbertii G.E.Schatz & Lowry
36. Buxus ichagensis Hatus.
37. Buxus imbricata Urb.
38. Buxus itremoensis G.E.Schatz & Lowry
39. Buxus jaucoensis Eg.Köhler
40. Buxus koehleri P.A.González & Borsch
41. Buxus laevigata (Sw.) Spreng.
42. Buxus lancifolia Brandegee
43. Buxus latistyla Gagnep.
44. Buxus leivae Eg.Köhler
45. Buxus linearifolia M.Cheng
46. Buxus lisowskii Bamps & Malaisse
47. Buxus liukiuensis (Makino) Makino
48. Buxus loheri Merr.
49. Buxus macowanii Oliv.
50. Buxus macrocarpa Capuron
51. Buxus macrophylla (Britton) Fawc. & Rendle
52. Buxus madagascarica Baill.
53. Buxus malayana Ridl.
54. Buxus marginalis (Britton) Urb.
55. Buxus megistophylla H.Lév.
56. Buxus mexicana Brandegee
57. Buxus microphylla Siebold & Zucc.
58. Buxus moana Alain
59. Buxus moctezumae Eg.Köhler, R.Fernald & Zamudio
60. Buxus monticola G.E.Schatz & Lowry
61. Buxus moratii G.E.Schatz & Lowry
62. Buxus muelleriana Urb.
63. Buxus myrica H.Lév.
64. Buxus natalensis (Oliv.) Hutch.
65. Buxus nipensis Eg.Köhler & P.A.González
66. Buxus nyasica Hutch.
67. Buxus obtusifolia (Mildbr.) Hutch.
68. Buxus olivacea Urb.
69. Buxus pachyphylla Merr.
70. Buxus papillosa C.K.Schneid.
71. Buxus pilosula Urb.
72. Buxus portoricensis Alain
73. Buxus pseudaneura Eg.Köhler
74. Buxus pubescens Greenm.
75. Buxus pubifolia Merr.
76. Buxus pubiramea Merr. & Chun
77. Buxus pulchella Baill.
78. Buxus rabenantoandroi G.E.Schatz & Lowry
79. Buxus retusa (Griseb.) Müll.Arg.
80. Buxus revoluta (Britton) Mathou
81. Buxus rheedioides Urb.
82. Buxus rivularis Merr.
83. Buxus rolfei S.Vidal
84. Buxus rotundifolia (Britton) Mathou
85. Buxus rugulosa Hatus.
86. Buxus rupicola Ridl.
87. Buxus sclerophylla Eg.Köhler
88. Buxus sempervirens L.
89. Buxus serpentinicola Eg.Köhler
90. Buxus shaferi (Britton) Urb.
91. Buxus sinica (Rehder & E.H.Wilson) M.Cheng
92. Buxus sirindhorniana W.K.Soh, von Sternb., Hodk. & J.Parn.
93. Buxus stenophylla Hance
94. Buxus subcolumnaris Müll.Arg.
95. Buxus triptera Eg.Köhler
96. Buxus vaccinioides (Britton) Urb.
97. Buxus vahlii Baill.
98. Buxus wallichiana Baill.
99. Buxus wrightii Müll.Arg.
100. Buxus yunquensis Eg.Köhler